# Ukrainare i Brasilien
Till ukrainare i Brasilien (portugisiska: Ucraino-brasileiro, Ucraniano-brasileiro; ukrainska: Українські бразильці) räknas personer födda i Ukraina, eller med ukrainsk härstamning boende i Brasilien. Den ukrainska diasporan i Brasilien utgör en av de större ukrainska diasporerna i världen, efter Kanada, USA och Ryssland. Framför allt har ukrainare, historiskt, bosatt sig i delstaten Paraná. Bland städer märks Prudentópolis, där över 75 procent av invånarna uppges härstamma från Ukraina.